# Congresso per la Repubblica
Il Congresso per la Repubblica (in arabo المؤتمر من أجل الجمهورية‎?, al-Muʾtamar min ajl al-Jumhūriyya; in francese Congrès pour la République, CPR), è un partito politico della Tunisia. Il CPR è stato fondato nel 2001, ma riconosciuto solo nel 2011, a seguito della Rivoluzione dei Gelsomini. Dal 2011 leader del CPR è Abderraouf Ayadi.
Il CPR è un partito di centrosinistra laico.
Alle elezioni per l'Assemblea costituente del 2011 il CPR ha ottenuto l'8,7% dei voti, 29 seggi ed è entrato a far parte del nuovo governo insieme al Movimento della Rinascita (conservatori islamici) e al Forum Democratico per il Lavoro e le Libertà (socialdemocratici). Il leader storico del CPR Moncef Marzouki nel dicembre 2011 è stato eletto Presidente della Repubblica tunisina.
Nel 2012 dodici deputati all'Assemblea costituente hanno abbandonato il CPR per dar vita al Congresso Democratico Indipendente (CDI).